# Petelia tuhana
Petelia tuhana là một loài bướm đêm trong họ Geometridae.